# George Singer (fabricante de bicicletas)

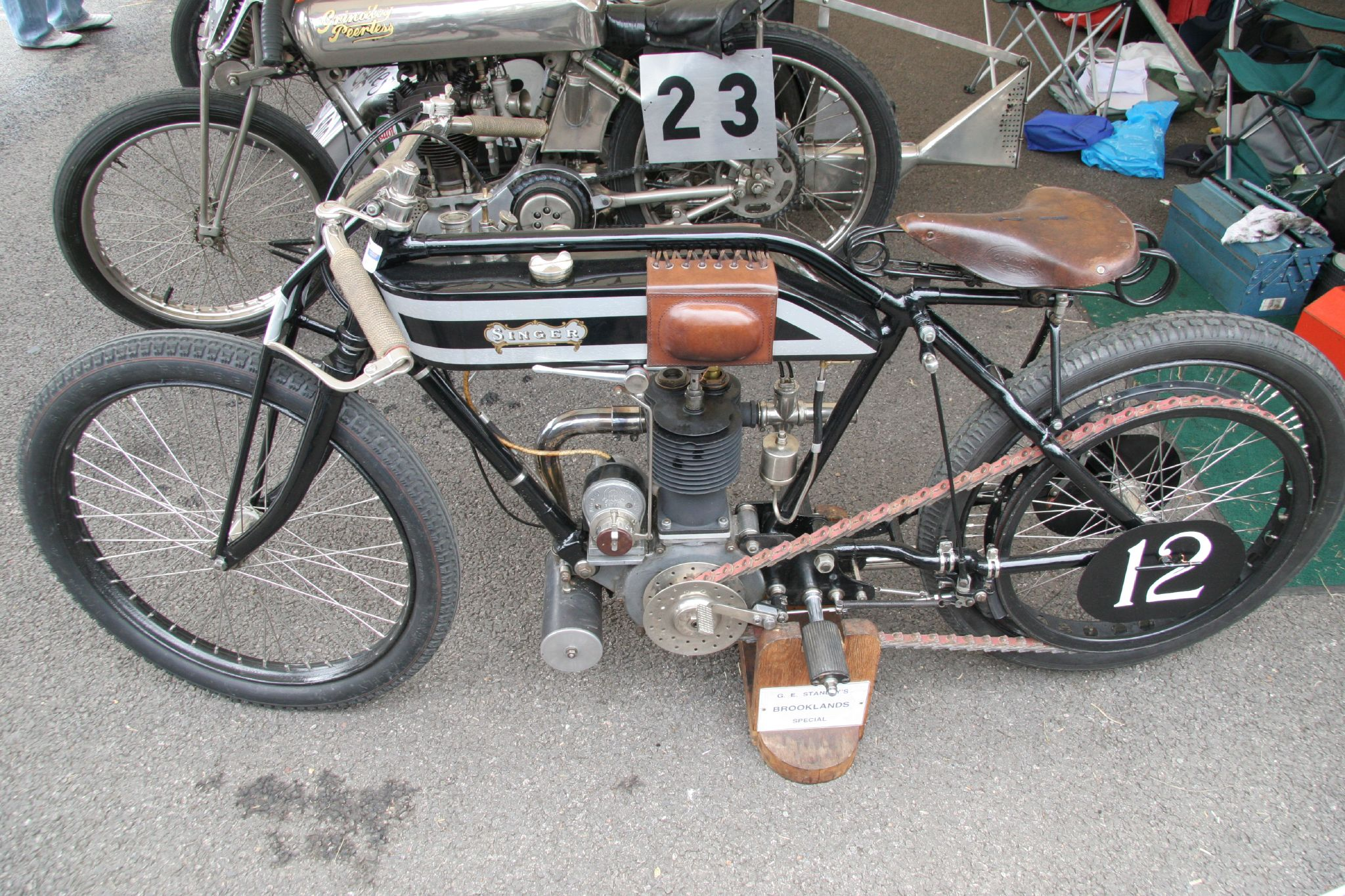
Motocicleta Singer

George Singer (1846 - 4 de enero de 1909) fue un industrial inglés, fundador de una fábrica de construcción de bicicletas que con el paso del tiempo se convertiría en la Singer Motors. Pionero en la fabricación de motocicletas y automóviles, contribuyó al desarrollo de la industria británica del automóvil en el entorno de la ciudad de Coventry.
Se le atribuye la invención de las horquillas de bicicleta curvas, que mejoran notablemente la estabilidad de su trayectoria.

## Semblanza
Singer nació en Stinsford, Dorset, en 1847, hijo de George y Helen Singer. Trabajó como aprendiz en la factoría Penn's Engineering Works de Greenwich, y en 1869 se trasladó a Coventry para trabajar en la Compañía Maquinista de Coventry.
Alrededor de 1874 fundó su propia compañía para la fabricación de bicicletas, Singer & Co, que en 1894 se convirtió en Singer & Co Ltd, y en 1896 en la Singer Motors, que pronto creció hasta convertirse en un gran negocio.
En 1896, con el apogeo de la popularidad de las bicicletas, sacó a bolsa su negocio con un capital de 700.000 libras.
Singer fue elegido miembro del Consejo Municipal de Coventry en 1881; se convirtió en concejal en 1893 y también fue alcalde de la ciudad entre 1891 y 1894. Renunció al concejo en 1898, ya que sus intereses estaban más relacionados con la filantropía y la caridad que con la política.
Singer murió el 4 de enero de 1909 a los 62 años de edad en su casa en Coundon Court cerca de Coventry.